# لرزه‌شناسی بازتابی

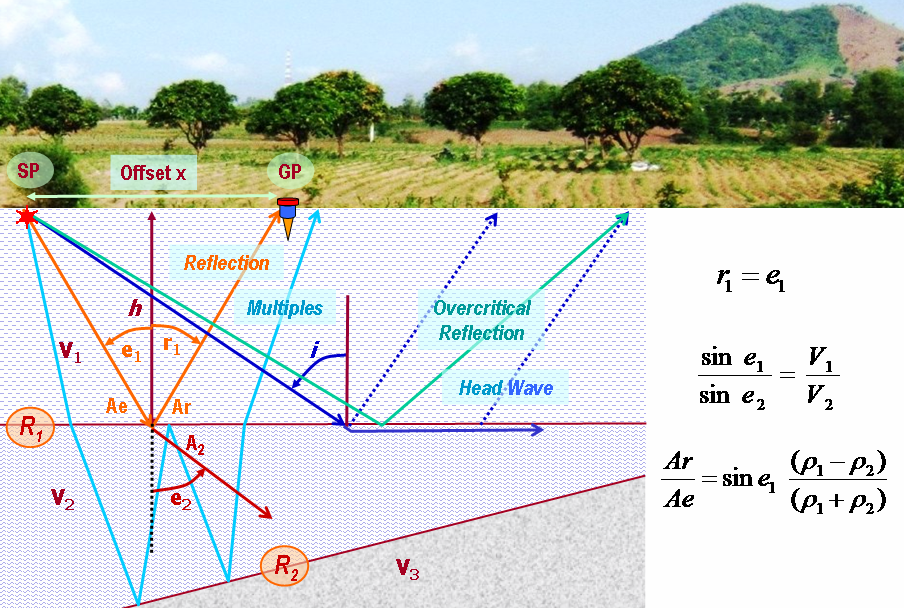
دید کلی لرزه‌شناسی بازتابی

لرزه‌شناسی بازتابی (انگلیسی: Reflection seismology) از روش‌های ژئوفیزیک اکتشاف است، که از ایجاد امواج لرزه‌ای و اندازه‌گیری زمان لازم برای رسیدن امواج از چشمه‌ها به یک سری لرزه‌یاب که اغلب در امتداد یک خط مستقیم به سوی چشمه‌ها چیده می‌شوند، استفاده می‌نماید. به‌منظور ایجاد امواج لرزه‌ای از مواد منفجره و سایر چشمه‌های انرژی و برای آشکارسازی حرکت حاصل در زمین، آرایه‌هایی در لرزه سنج‌ها یا لرزه‌یاب‌ها به‌کار می‌رود. داده‌ها را اغلب بر روی نوار مغناطیسی ثبت می‌کنند. با استفاده از نتایج به‌دست آمده از داده‌ها، تفسیر زمین‌شناسی به سادگی میسر است.
روش بازتاب لرزه‌ای با امواج صوتی شناور کار می‌کند. این امواج در مرز بین انواع مختلف سنگ‌ها تولید می‌شود. بازتاب‌های ثبت‌شده به صورت خطوط سیاه‌رنگ در مقطع لرزه‌ای به نمایش در می‌آیند. مقطع لرزه‌ای مشابه مقاطع زمین‌شناسی رسم می‌شود، اما نیازمند تفسیر است.